# ボヤージュ・オブ・タイム
『ボヤージュ・オブ・タイム』（Voyage of Time）は、テレンス・マリック監督・脚本による2016年のアメリカ合衆国のIMAXドキュメンタリー映画である。宇宙の誕生と死を探求する内容であり、40年以上にわたって取り組んできた「私の最大の夢のひとつ」と説明している。
映画はブラッド・ピットがナレーターを務めた40分のIMAX版とケイト・ブランシェットがナレーターを務めた35mmの全長版の2つが公開される。全長版は第73回ヴェネツィア国際映画祭のコンペティション部門で上映され、金獅子賞を争った。IMAX版は2016年10月7日より北米公開された。

## キャスト
- ナレーター（IMAX版） - ブラッド・ピット[8]
- ナレーター（35mm全長版） - ケイト・ブランシェット[8]
- ナレーター（日本語吹替版） - 中谷美紀[9]

## 製作

### 企画
『ボヤージュ・オブ・タイム』の起源は地球の生命を探求する映画『Q』の企画をマリックがパラマウントで始めた1970年代まで遡る。パラマウントで製作が始まった際の予算は100万ドルであった。その後マリックはプロジェクトから離れ、『Q』の要素と映像は後に『ツリー・オブ・ライフ』（2011年）と『ボヤージュ・オブ・タイム』に流用されることとなった。2009年にブラッド・ピットがナレーターを務めること明かされ、さらに2014年にはケイト・ブランシェットが加わった。また2011年にはエマ・トンプソンが加わって録音したが、彼女のナレーションが完成品に使われているかは不明である。

### 撮影
『ボヤージュ・オブ・タイム』の撮影は世界各所で行われた。2014年に行われたカンヌ国際映画祭でのマーケット・スクリーニングでマリックとプロデューサーたちはアメリカ合衆国南西部、ハワイ、アイスランド、モントレー、チリ、パラオ、ソロモン諸島、パプアニューギニアなどで撮影された映像を上映した。

### ポストプロダクション
視覚効果スーパーバイザーはダン・グラス、コンサルタントはダグラス・トランブルが務める。

## 公開
2015年2月、ブロード・グリーン・ピクチャーズが配給権を獲得した。全長版のプレミアはヴェネツィア国際映画祭で行われ、またトロント国際映画祭でも上映された。2016年10月7日にIMAX上映が始まった。
日本では2016年12月、2017年3月より90分の全長版がギャガの配給で公開されると発表された。

## 評価
IMAX版はRotten Tomatoesで25人の批評家から92%、Metacriticで11人の批評家から77/100を獲得している。
全長版はRotten Tomatoesで20人の批評家から65%、Metacriticで10人の批評家から68/100の値を獲得している。